# The One (filme)
The One é um filme estadunidense de 2001 dirigido por James Wong e protagonizado por Jet Li.

## Elenco
- Jet Li .... Gabe Law / Gabriel Yulaw
- Jason Statham .... Evan Funsch
- Carla Gugino .... T.K
- Delroy Lindo .... Harry Rondecker
- James Morrison .... Bobby Aldrish
- Dylan Bruno .... Yates
- Steve Rankin .... MVA Supervisor
- Richard Steinmetz .... D'Anthony
- Archie Kao .... Woo
- Doug Savant .... (não creditado)

## Recepção da crítica
The One tem recepção desfavorável por parte da crítica especializada. Com o tomatometer de 14% em base de 85 críticas, o Rotten Tomatoes chegou ao consenso: "The One é mais como um jogo de vídeo do que um filme e toma livremente emprestado a partir de outros melhores ficção científica de ação, como o The Matrix. Além disso, as habilidades de artes marciais de Jet Li estão enterrados sob edições e efeitos especiais". Por parte da audiência do site tem 52% de aprovação.